# 長沢克泰
長沢 克泰（ながさわ かつひろ）は、日本の漫画家。男性。1961年北海道出身、東京都在住。原哲夫のアシスタントを経て後に独立。
1986年に「フレッシュジャンプ」（集英社）にて『シルバー・クリミナル』でデビューし、以降は『バンディラ』『the EDGE』『Fの閃光』の連載を「週刊少年ジャンプ」にて連載したのち活動を青年誌に移し、ハードボイルドと特殊部隊、渋い男を描かせたら右に出る者はいない凄腕と評される。

## 作品リスト

### 連載
- バンデイラ（1988年、全1巻、原作：船戸与一）
- the EDGE（1989年[1]、全2巻）
- Fの閃光  -アイルトン・セナの挑戦!!-（1991年-1992年[1]、全2巻）
  - 作画：長沢克泰・鬼窪浩久、シナリオ：西村幸祐
- 百万人の殺人形而上学（1994年、全1巻、作画：中塚K）
- BLACK ONIX（1994年、全1巻、石川考一と合作）
- Le'gion（1996年-1997年、全3巻）
- ネメシス サイト（1998年、全1巻）コミックビーム
- ERET（2000年、全1巻）
- 喧“華”屋廉（2004年、全2巻）
- 獅子紋（2005年、全1巻、原作：上代務）
- 勝ってなンボ!!ぶっちぎり（2008年、全1巻、原作：小池一夫）
- 楊家将（2010年、全2巻、原作：北方謙三）
- 巨悪学園（2011年[4]、3巻〜）（ネメシス→ コミックDAYS[5]連載中 長沢克泰うどん名義）
- 真田幸村（2012年、全1巻）
- 名探偵呂布（2017年[6]、NISSIN MANGA、長沢克泰うどん名義）

### 読切・短編
- シルバー･クリミナル（1986年）
- 百鬼合の宿 (週刊少年ジャンプ 特別編集 スーパージャンプ No. 4 増刊1987年9月10日、原作：船戸与一)
- ボイス (1993年)

### イラスト
- 三日月が新たくなるまで俺の土地!〜マイナー武将「新田政盛」に転生したので野望MAXで生きていきます〜（2023年 - 、既刊1巻、原作：篠崎冬馬[7]）